# Komárno

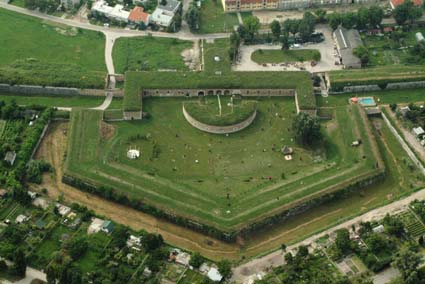
Fort van Komárno
Bastion V.

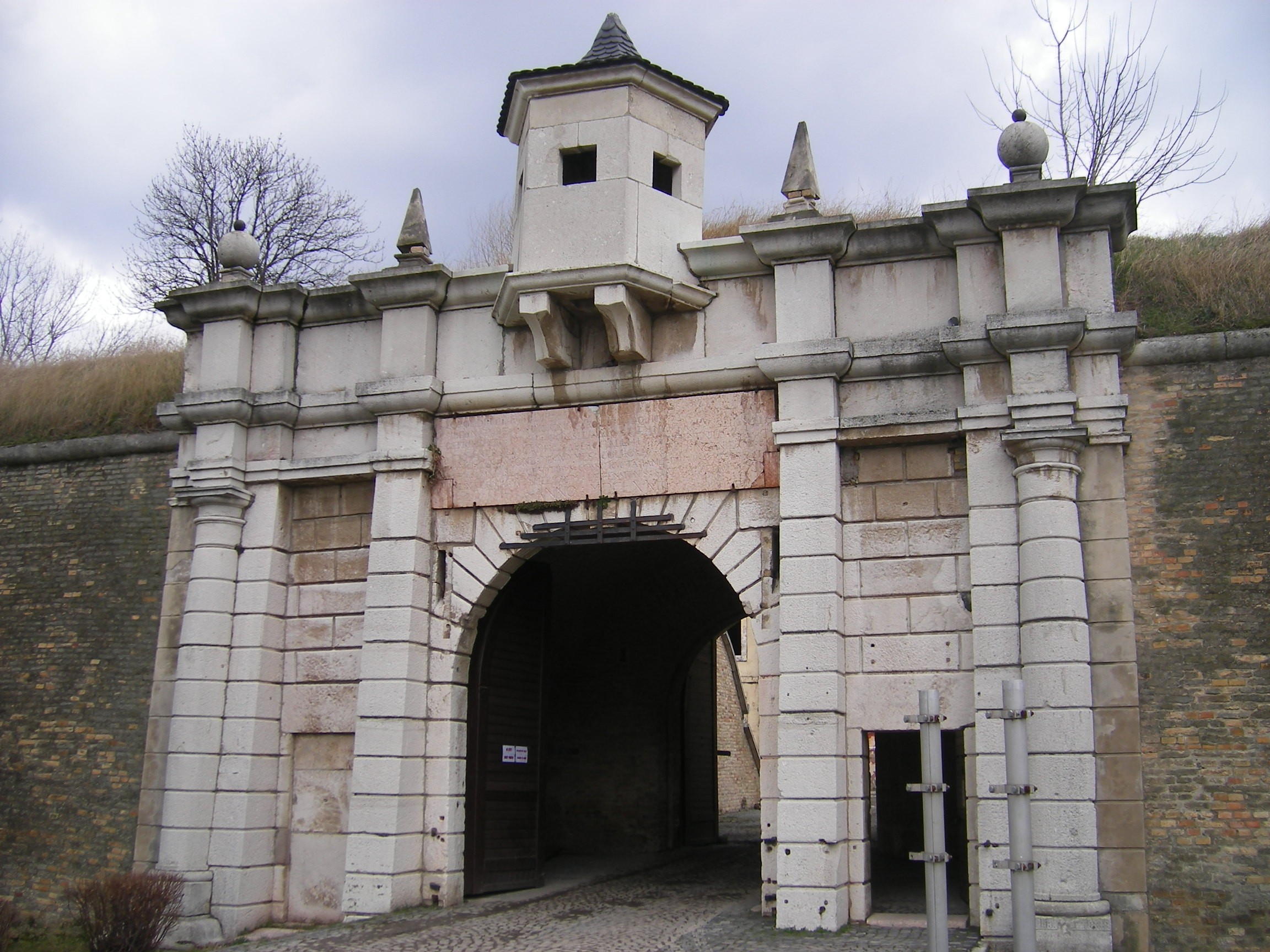
Fort van Komárno

Komárno (Hongaars: Komárom, Duits: Komorn, Servisch: Komoran/Коморан ) is een stad in Slowakije en ligt aan de rivieren Donau en Váh. Komárno had in 2020 33.539 inwoners waaronder 18.506 Hongaren en 11.509 Slowaken. De stad is de historische zetel van de  Servische nationale minderheid in Slowakije. In Komárno vormen de Hongaren een meerderheid van 54%, en dankzij haar centrale ligging is de stad een centrum van de Hongaarse minderheid in Slowakije. Aan de overzijde van de Donau ligt het Hongaarse Komárom. Beide steden worden verbonden door een brug over de Donau. Midden op de brug is de grens tussen Slowakije en Hongarije en zijn douaneposten. In 2020 is een tweede brug over de Donau gereedgekomen. Deze is gelegen ten westen van de tweelingsteden en ontlast het centrum van het verkeer.

## Geschiedenis
De stad, waarvan de oudste vermeldingen stammen uit 1075, was een van de belangrijkste vestingen van het Koninkrijk Hongarije en een van de weinige die nooit door de Osmanen werd veroverd.
Ten gevolge van de Eerste Wereldoorlog werd de Donau in 1920 als grens genomen bij het nieuw gevormde land Tsjechoslowakije. Hierdoor werd Komárno in tweeën gedeeld en werd het noordelijke deel, waaronder het stadscentrum, een onderdeel van Tsjechoslowakije. Het stadsdeel ten zuiden van de Donau bleef Hongaars.

## Verkeer en vervoer
Komárno ligt op de verbindingsroute tussen de hoofdsteden Praag, Bratislava en Boedapest.
Komárno is aan beide zijden van de grens een belangrijke Donauhaven. Hier komen binnenschepen laden en lossen die vanuit Duitsland, Oostenrijk, Hongarije, Slowakije en de oostelijke Europese gebieden komen. Ook West-Europese binnenschepen komen hier vooral lossen; dat zijn dan vooral goederen en stukgoederen vanuit West-Europese havens. Of ze varen langs, om verder te varen tot in Servië, namelijk tot Novi Sad. Veel grindschepen die geladen werden door baggerkranen op de Donau komen hier lossen. Nabij Esztergom en Visegrád wordt er veel grind en grond uit de Donau gehaald. De grillige Donau zet hier veel steenpuin af en er moet geregeld gebaggerd worden om de vaardieptes te behouden.

## Bevolkingssamenstelling
- 1991 totaal 37.370 inwoners, 23.753 Hongaren (63,5%), 12.614 Slowaken (33,8%)

- 2001 totaal 37.366 inwoners, 22.452 Hongaren (60%), 12.960 Slowaken (35%)

- 2011 totaal 34.349 inwoners, 18.506 Hongaren (53,9%), 11.509 Slowaken (33,5%)

In 2011 gaven 3699 personen geen nationaliteit op bij de volkstelling.

### Hongaarse gemeenschap
De stad geldt als het centrum van de Hongaarstalige gemeenschap in Slowakije. Dit uit zich onder andere in de aanwezigheid van vele landelijke Hongaarse instellingen. Een voorbeeld daarvan is de enige Hongaarstalige Universiteit in het land: de János Selye-Universiteit.

## Geboren
- Ivan Reitman (1946-2022), Slowaaks-Canadees filmregisseur en producent
- Peter Lérant (1977), voetballer
- Szilárd Németh (1977), voetballer

## Zie ook

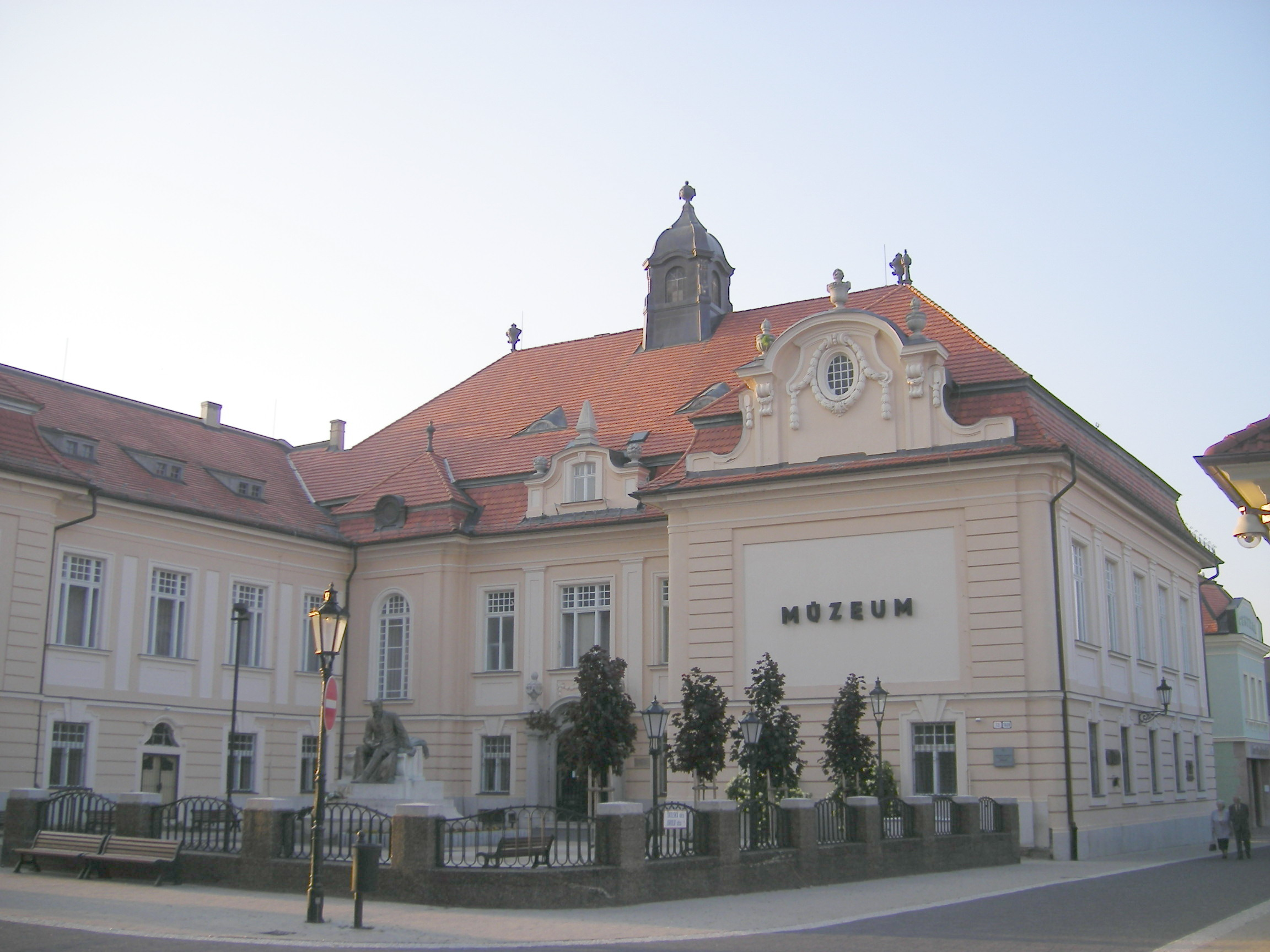
Museum aan de Donau
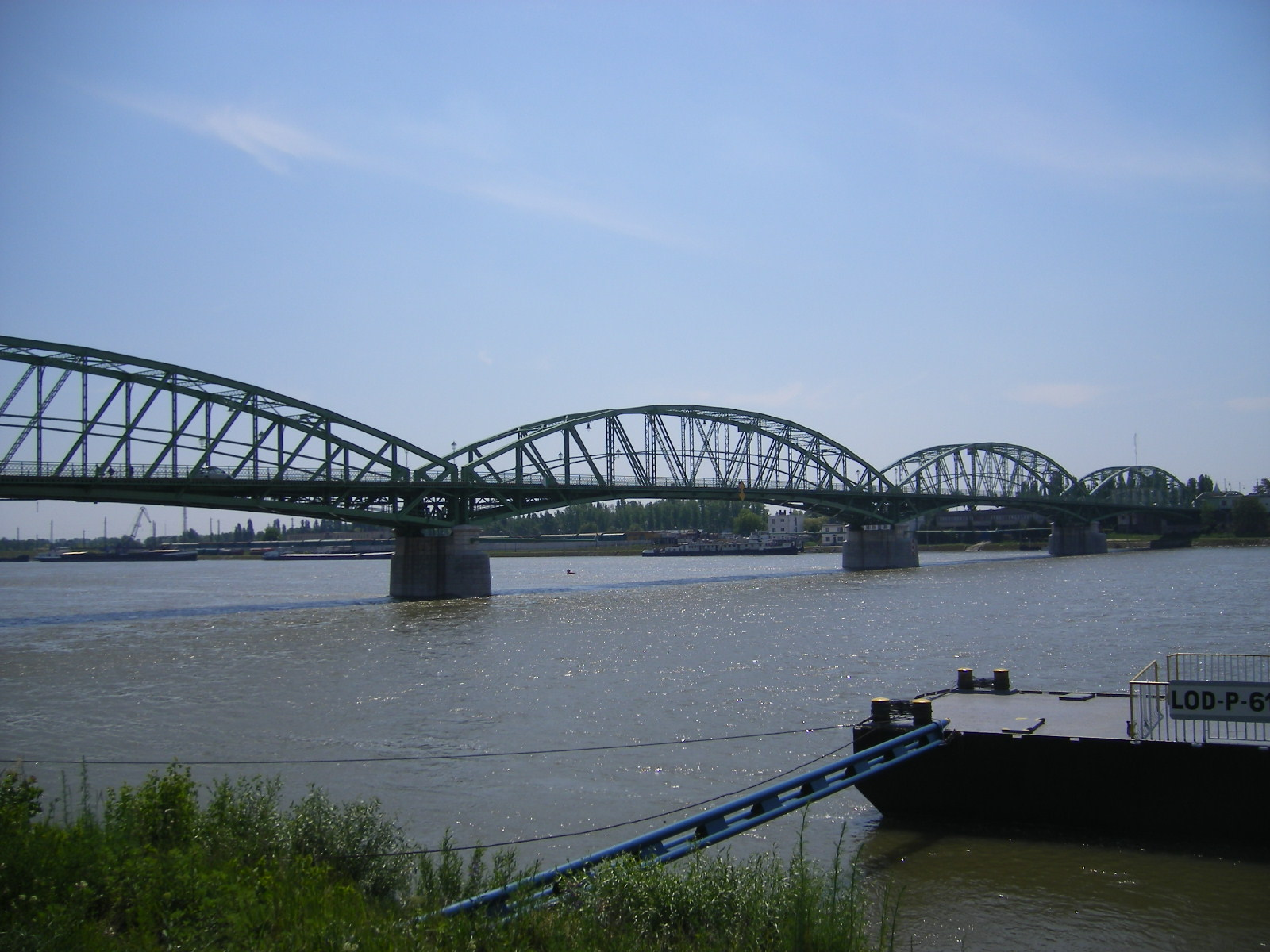
St. Elisabethbrug
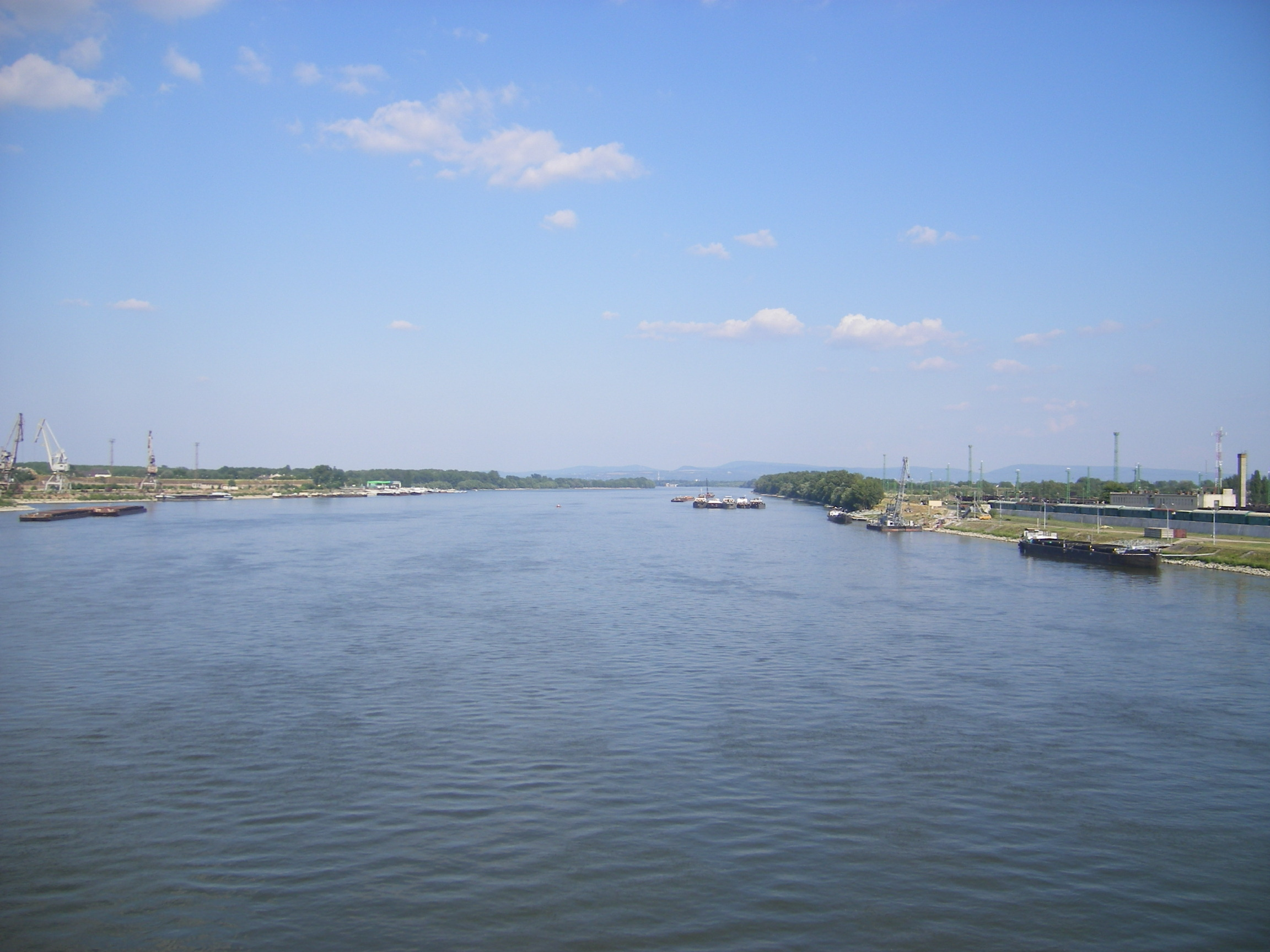
Donau
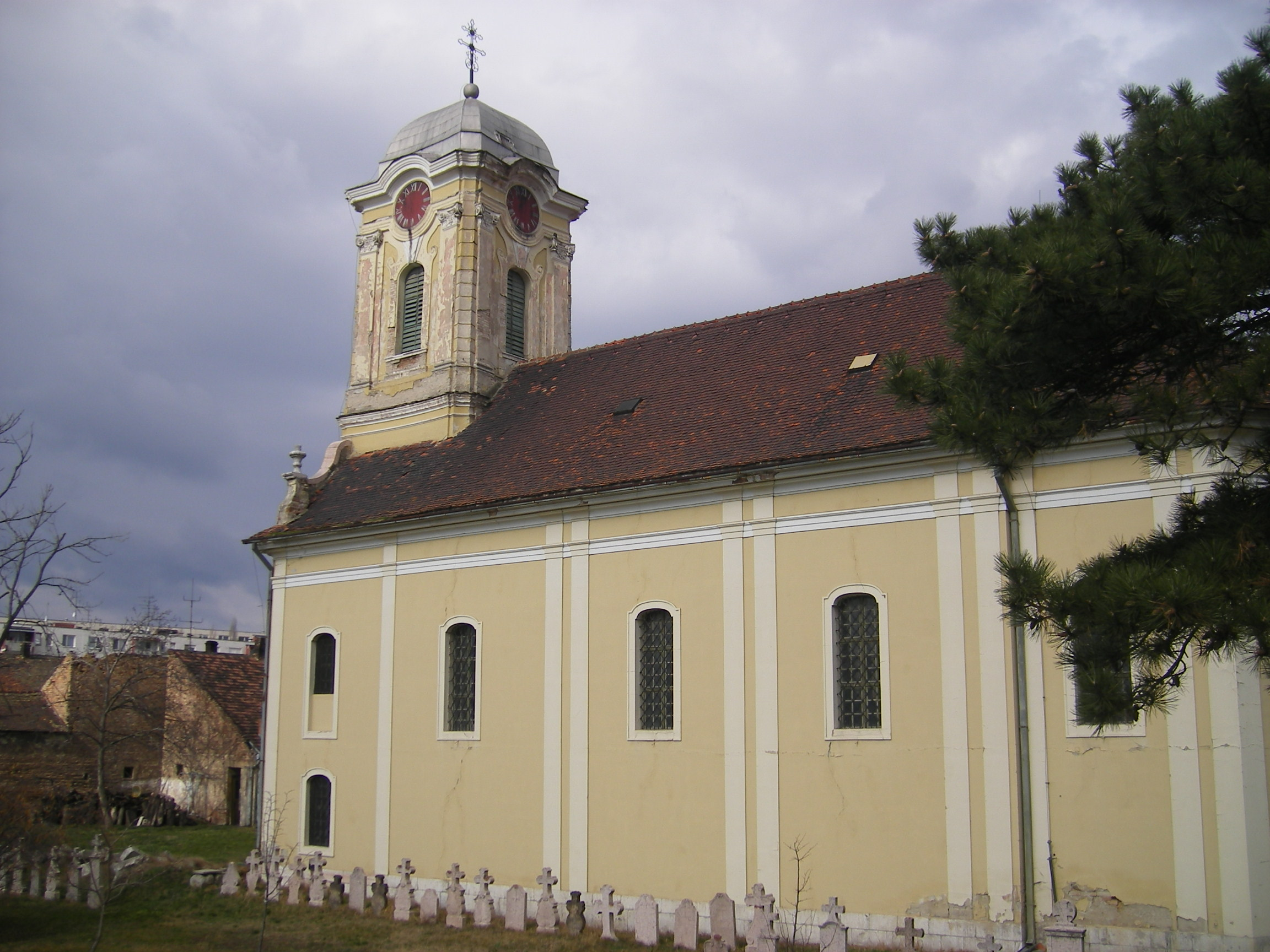
Servisch-orthodoxe Kerk in Komoran mid. XVIII eeuw